# ザ・タイタニック
『ザ・タイタニック』（原題：Titanic）は、1996年制作のアメリカ合衆国・カナダの映画。
タイタニック沈没事故を描いたテレビミニシリーズ（全2部構成）。沈没シーンにCGが使用され、船体が折れる描写が初めて映像化された。また、史実とは異なるマードック一等航海士の拳銃自殺が描かれている。
日本では1998年11月27日に『ザ・タイタニック』の邦題でDVD化された後、同年12月29日と30日の20:00 - 21:30にNHK総合テレビにて『ザ・タイタニック/運命の航海』の邦題で放映された。DVDでの邦題は2005年の再発売以降は『ザ・タイタニック/運命の航海』に改題された。

## キャスト
※括弧内は日本語吹替。
- ウィン・パーク - ピーター・ギャラガー（山路和弘）： 乗客。
- イザベラ・パラダイン - キャサリン・ゼタ＝ジョーンズ（日野由利加）： 乗客。
- エドワード・J・スミス - ジョージ・C・スコット（阪脩）： 船長。
- ブルース・イズメイ - ロジャー・リース（二瓶秀雄）： 船主。
- ウィリアム・マクマスター・マードック - マルコム・スチュワート：一等航海士。
- ヘイゼル・フォーリー - エヴァ・マリー・セイント（寺島信子）： 乗客。
- モリー・ブラウン - マリル・ヘナー（小宮和枝）： 乗客。
- サイモン・ドーナン - ティム・カリー（大塚明夫）： 船室係。
- ジェイミー・パース - マイク・ドイル（平田広明）： 乗客。
- オーサ・ルドヴィグセン - サンシー・アレイ（笠原弘子）： 乗客。
- アリス・クリーヴァー - フェリシティ・ウォーターマン（田中敦子）： 乗客。
- ベス・アリソン - ハーレイ・ジェーン・コザック（野沢由香里）： 乗客。
- ハドソン・アリソン - ケヴィン・コンウェイ（家中宏）： 乗客。
- ロレイン・アリソン - デヴォン・ホールク（川田妙子）： 乗客。
- ジョン・ジェイコブ・アスター4世 - スコット・ハイランズ（北村弘一）： 乗客。
- マデリン・アスター - ジャン・モーティル（佐々木優子）： 乗客。
- マージ・ミラー - クリスタル・ヴァージ（山本与志恵）： 乗客。
- クラリンダ・ジャック - タムシン・ケルシー（磯辺万沙子）： 乗客。
- ブラック・ビリー・ジャック - エリック・キーンリーサイド（石波義人）： 乗客。
- オフィーリア・ジャック - キャサリン・イザベル： 乗客。
- ルル・フォーリー - モリー・パーカー： 乗客。
- オールデン・フォーリー - ヘイガン・ベッグス（藤本譲）： 乗客。
- シュトラウス氏 - ピーター・ハワース（水野龍司）： 乗客。
- エッチス - バーナード・カフリング（稲垣隆史）： 船室係。
- チャールズ・ライトラー - ケヴィン・マクナルティ（仲野裕） ：二等航海士。
- ハロルド・ロウ - カヴァン・スミス（家中宏）： 五等航海士。
- ベル - ステファン・ディモポウロス（辻親八）： 機関長。
- ブライド - バリー・ペッパー
- フィリップス - マット・ヒル： 無線技師。
- ロストロン - テレンス・ケリー（稲垣隆史）： 船長。
- ディッキー - ドン・マッケイ（藤本譲）